# Bryconamericus sylvicola
Bryconamericus sylvicola är en fiskart som beskrevs av Braga, 1998. Bryconamericus sylvicola ingår i släktet Bryconamericus och familjen Characidae. Inga underarter finns listade.